# Harris Horder
Harris Henry Horder (* 12. September 1900 in Sydney; † 8. August 1943 bei Port Moresby) war ein australischer Radsportler und US-amerikanischer Soldat.

## Sportliche Laufbahn
Harris Horder war von 1918 bis 1937 als Radsportler aktiv. 1921 gewann er den Sprint-Klassiker Grand Prix de l’UVF. 1922 startete er bei den Bahn-Weltmeisterschaften in Paris und schied in der ersten Runde aus. 1927 wurde Horder US-amerikanischer Meister im Sprint. Er startete auch bei 27 Sechstagerennen. Auch wenn er 1926 das Sechstagerennen von Boston gemeinsam Alex McBeath gewann, konnte der „gelernte“ Sprinter Horder als Sechstagefahrer nicht überzeugen. So startete er im November 1930 mit dem Kanadier Lew Elder beim Berliner Sechstagerennen; das Duo schied aber vorzeitig aus. Der Sechstage-Veranstalter John Chapmann kritisierte Horders Leistungen öffentlich, nachdem dieser sich über schlechte Bezahlung beschwert hatte.

## Bei der US Air Force
Horder nahm die US-amerikanische Staatsbürgerschaft an, wann genau, ist unbekannt. Während des Zweiten Weltkriegs diente er bei der United States Army Air Forces als Heckschütze. Er wurde mehrfach ausgezeichnet, unter anderem mit dem Purple Heart und dem Silver Star for gallantry in action. Es ist überliefert, dass General George C. Kenney bei der Verleihung des Silver Star sagte, während er den Stern an Horders Brust heftete: „Horder, you keep on shootin' them down, and I'll keep pinnin' them on.“
Am 8. August 1943 stürzte Harris „Skippy“ Horder während eines Aufklärungsfluges bei schlechtem Wetter gemeinsam mit der zwölfköpfigen Crew an Bord einer Liberator, „Big Emma“ genannt, in der Nähe von Port Moresby in Neuguinea ab. Die letzte Nachricht lautete, dass die Crew abspringen werde. Bei dem Absturz in Mangrovensümpfen kam die gesamte Besatzung ums Leben. Die Bergung der Leichen war schwierig, da das Wasser an der Absturzstelle abgepumpt werden musste. Horder liegt begraben auf dem National Memorial Cemetery of the Pacific in Honolulu.

## Privates
Harris Horder stammte aus einer Radsportfamilie. Sein Vater George Horder (1878–1956) war australischer Meister, sein Bruder Horace (1902–1949) fuhr ebenfalls Sechstagerennen. Beide Söhne starben vor ihrem Vater. Harris Horder war zweimal verheiratet, in erster Ehe mit Ada, von der er sich 1926 trennte, als sich herausstellte, dass sie schon verheiratet war. 1940 heiratete er in Sydney seine zweite Frau Maud.

## Trivia
Horder war ein jungenhafter, zierlicher Mann. In den Vereinigten Staaten lernte er den Zeichner Percy Crosby kennen und erzählte ihm von seiner Zeit als Zeitungsbote in Australien. Diese Erzählungen inspirierten Crosby zu seinem populären Comicstrip Skippy, dessen Titelheld ein zierlicher Schuljunge ist.